# FictionJunction
FictionJunction — музыкальный проект известного японского композитора Юки Кадзиуры. В рамках проекта Кадзиура сотрудничает с одной из пяти (на 2014 год) подобранных ей вокалисток, сочиняя для неё музыку и тексты и аккомпанируя ей на клавишных инструментах. Вопреки расхожему мнению, «FictionJunction» — это не рабочий псевдоним Кадзиуры, хотя каждый такого рода дуэт носит название, составленное из этого слова и имени вокалиста (см. ниже).

## Дуэты

### ASUKA
- Вокалист: Аска Като

FictionJunction ASUKA создали песню-вставку «everlasting song» (с англ. — «Бесконечная песня») для аниме-сериала Elemental Gelade. Песня изначально исполнялась по-английски, однако позднее была переведена на японский и наряду с различными инструментальными обработками опубликована на одноимённом сингле в 2005-м году. В еженедельном чарте Oricon он занимал 53 позицию в течение 3 недель.

### KAORI
- Вокалист: Каори Ода

FictionJunction KAORI исполнили две песни-вставки в сериале Tsubasa Chronicle: «tsubasa» (ром. яп. «Крылья») в первом сезоне и «dream scape» (с англ. — «Росток мечты») во втором.

### KEIKO
- Вокалист: Кэйко Кубота

FictionJunction KEIKO записали песню «В город ветров» (яп. 風の街へ кадзэ но мати э) для Tsubasa Chronicle, которая исполняется частично в 19-й и полностью — в 21-й сериях первого сезона. Кэйко также является участницей созданной Кадзиурой группы Kalafina.

### WAKANA
- Вокалист: Вакана Отаки

FictionJunction WAKANA создали песню «Там, где свет» (яп. 光の行方 хикари но юкуэ) для OVA Fist of the North Star True Saviour Legend и «Paradise Regained» (с англ. — «Вновь обретённый рай») для саундтрека к El Cazador. Вакана также является одной из трёх вокалисток группы Kalafina.

### YURIKO KAIDA
- Вокалист: Юрико Кайда

FictionJunction YURIKO KAIDA впервые сотрудничали для создания саундтрека к аниме Noir, где Кайда исполнила те песни, которые помогли начать карьеру Кадзиуры: «canta per me», «salva nos» и «lullaby». С тех пор Юрико Кайда активно участвовала во многих работах Кадзиуры, в основном как часть хорового сопровождения. Юрико Кайда оставалась главным вокалистом FictionJunction до 2009 года, когда вышли в свет альбом Everlasting Songs и сингл «Parallel Hearts», где её голос можно услышать в композициях «here we stand in the morning dew» и «Секрет» (яп. 秘密 химицу)", а также во многих песнях альбома в составе хора.

### YUUKA
- Вокалист: Юка Нанри

FictionJunction YUUKA — хронологически первый и на данный момент самый долгоживущий активный дуэт в рамках проекта: по состоянию на 2013 г. они выпустили семь синглов, два альбома (Destination, circus) и несколько песен для саундтреков и компиляций, в том числе в составе квартета FictionJunction.
Кадзиура и Нанри познакомились на представлении Женской оперной группы Южной Аоямы (яп. 南青山少女歌劇団 минами аояма сёдзё кагэки дан), также известной как Нансё, где Нанри была исполнительницей, а Кадзиура иногда писала музыку. Первой песней, записанной дуэтом, стала «Повозка рассвета» (яп. 暁の車 акацуки но курума) для ставшего известным телесериала Mobile Suit Gundam SEED. Позднее они приняли участие в работе над саундтреком Madlax и опенингом .hack//Roots. Также ими был создан эндинг к El Cazador de la Bruja, названный «romanesque».

#### Студийные альбомы
| Год  | Название    | Позиции в чартах Oricon | Позиции в чартах Oricon | Ист.  |
| Год  | Название    | Место                   | Недели                  | Ист.  |
| ---- | ----------- | ----------------------- | ----------------------- | ----- |
| 2005 | Destination | 9                       | 9                       | [ 2 ] |
| 2007 | circus      | 10                      | 9                       | [ 3 ] |

#### Синглы
| Дата выхода      | Название                                          | Позиция в Oricon чартах | Позиция в Oricon чартах | Альбом      | Используется в качестве заглавной темы | Ист.   |
| Дата выхода      | Название                                          | Место                   | Недели                  | Альбом      | Используется в качестве заглавной темы | Ист.   |
| ---------------- | ------------------------------------------------- | ----------------------- | ----------------------- | ----------- | -------------------------------------- | ------ |
| 8 мая 2004       | «Hitomi no Kakera»                                | 22                      | 20                      | Destination | Madlax                                 | [ 4 ]  |
| 7 июля 2004      | «Akatsuki no Kuruma»                              | 22                      | 6                       | Destination | Madlax                                 | [ 5 ]  |
| 22 сентября 2004 | «Honoh no Tobira»                                 | 10                      | 45                      | circus      | Mobile Suit Gundam SEED                | [ 6 ]  |
| 22 сентября 2005 | «Lacrimosa»                                       | 5                       | 19                      | circus      | Mobile Suit Gundam SEED Destiny        | [ 7 ]  |
| 10 мая 2006      | «Silly-Go-Round»                                  | 12                      | 10                      | circus      | .hack//Roots                           | [ 8 ]  |
| 22 ноября 2006   | «Kouya Ruten»                                     | 13                      | 9                       | circus      | Bakumatsu Kikansetsu Irohanihoheto     | [ 9 ]  |
| 18 апреля 2007   | «romanesque»                                      | 24                      | 5                       | circus      | El Cazador de la Bruja                 | [ 10 ] |
| 19 сентября 2012 | «Kidou Senshi Gundam SEED Reunion Series 2nd-dan» |                         |                         |             | Mobile Suit Gundam SEED                |        |

## Дискография

### Студийные альбомы
| Год  | Название          | Позиции в чартах Oricon | Позиции в чартах Oricon | Ист.   |
| Год  | Название          | Место                   | Недели                  | Ист.   |
| ---- | ----------------- | ----------------------- | ----------------------- | ------ |
| 2009 | Everlasting Songs | 27                      | 4                       | [ 11 ] |
| 2014 | elemental         | 12                      | 5                       | [ 12 ] |

### Концертные альбомы
| Год  | Название                                                  | Позиции в чартах Oricon | Позиции в чартах Oricon | Ист.   |
| Год  | Название                                                  | Место                   | Недели                  | Ист.   |
| ---- | --------------------------------------------------------- | ----------------------- | ----------------------- | ------ |
| 2010 | FictionJunction 2008—2010 The BEST of Yuki Kajiura LIVE   | 23                      | 3                       | [ 13 ] |
| 2015 | FictionJunction 2010—2013 The BEST of Yuki Kajiura LIVE 2 | 21                      | 3                       | [ 14 ] |

### Синглы
| Дата выхода     | Название                          | Позиция в Oricon чартах | Позиция в Oricon чартах | Альбом | Используется в качестве заглавной темы        | Ист.   |
| Дата выхода     | Название                          | Место                   | Недели                  | Альбом | Используется в качестве заглавной темы        | Ист.   |
| --------------- | --------------------------------- | ----------------------- | ----------------------- | ------ | --------------------------------------------- | ------ |
| 29 апреля 2009  | «Parallel Hearts»                 | 20                      | 12                      |        | Pandora Hearts                                | [ 15 ] |
| 27 января 2010  | «Toki no Mukou Maboroshi no Sora» | 19                      | 9                       |        | Ookami Kakushi                                | [ 16 ] |
| 3 августа 2011  | «stone cold»                      | 16                      | 9                       |        | Sacred Seven                                  | [ 17 ] |
| 29 августа 2012 | «Distance»                        | 27                      | 5                       |        | Mobile Suit Gundam SEED / Senritsu no Stratus | [ 18 ] |

### Видеоальбомы
| Год  | Название                                                                                    | Позиции в чартах Oricon | Позиции в чартах Oricon | Описание | Ист.   |
| Год  | Название                                                                                    | Место                   | Недели                  | Описание | Ист.   |
| ---- | ------------------------------------------------------------------------------------------- | ----------------------- | ----------------------- | --- | ------ |
| 2008 | Yuki Kajiura LIVE 2008.07.31                                                                | 195                     | 2                       | Первый видеоальбом группы FictionJunction, включающий как песни из репертуара самой группы, так и ранние композиции Кадзиуры. Приглашённая вокалистка: Эри Ито. Концерт проходил 31 июля 2008 года в Shibuya O-EAST, Токио.                                                                      | [ 19 ] |
| 2009 | FictionJunction YUUKA ~Yuki Kajiura LIVE vol.#4 PART I~                                     | 49                      | 2                       | Второй видеоальбом FictionJunction, включающий преимущественно выступление FictionJinction YUUKA. Сопроводительный хор: Юрико Кайда и Хикару Масаи. Концерт проходил 12 июля 2009 года в JCB Hall, Токио.                                                                                        | [ 20 ] |
| 2009 | FictionJunction ~Yuki Kajiura LIVE vol.#4 PART II~                                          | 111                     | 1                       | Третий видеоальбом FictionJunction. Песни исполняют все участницы проекта и Хикару Масаи. Концерт проходил 12 июля 2009 года в JCB Hall, Токио. | [ 21 ] |
| 2013 | Yuki Kajiura LIVE vol.#9 «Shibuko-Special»                                                  | 19                      | 3                       | Четвёртый видеоальбом FictionJunction. Концерт проходил 9 сентября 2012 года в Shibuya Public Hall, Токио. Приглашённая вокалистка: Ханаэ Томару. | [ 22 ] |
| 2014 | Yuki Kajiura LIVE vol.#11 FictionJunction YUUKA 2days Special 2014.02.08-09 Nakano Sunplaza | 32                      | 6                       | Пятый видеоальбом FictionJunction, второй видеоальбом с выступлением Юки Нанри в качестве главной певицы на протяжении всей концертной программы. Сопроводительный хор: Юрико Кайда и Хикару Масаи. Концерт проходил в течение двух дней, 8—9 февраля 2014 года, в Nakano Sun Plaza Hall, Токио. | [ 23 ] |
| 2014 | Yuki Kajiura LIVE vol.#11 elemental Tour 2014.4.20@NHK Hall                                 | 32                      | 5                       | Шестой видеоальбом FictionJunction. Концерт проходил 20 апреля 2014 года в NHK Hall, Токио. Помимо собственно представления, включает в себя видео о подготовке к концертному туру Making of elemental Tour 2014.                                                                                | [ 24 ] |